# Max Wilms

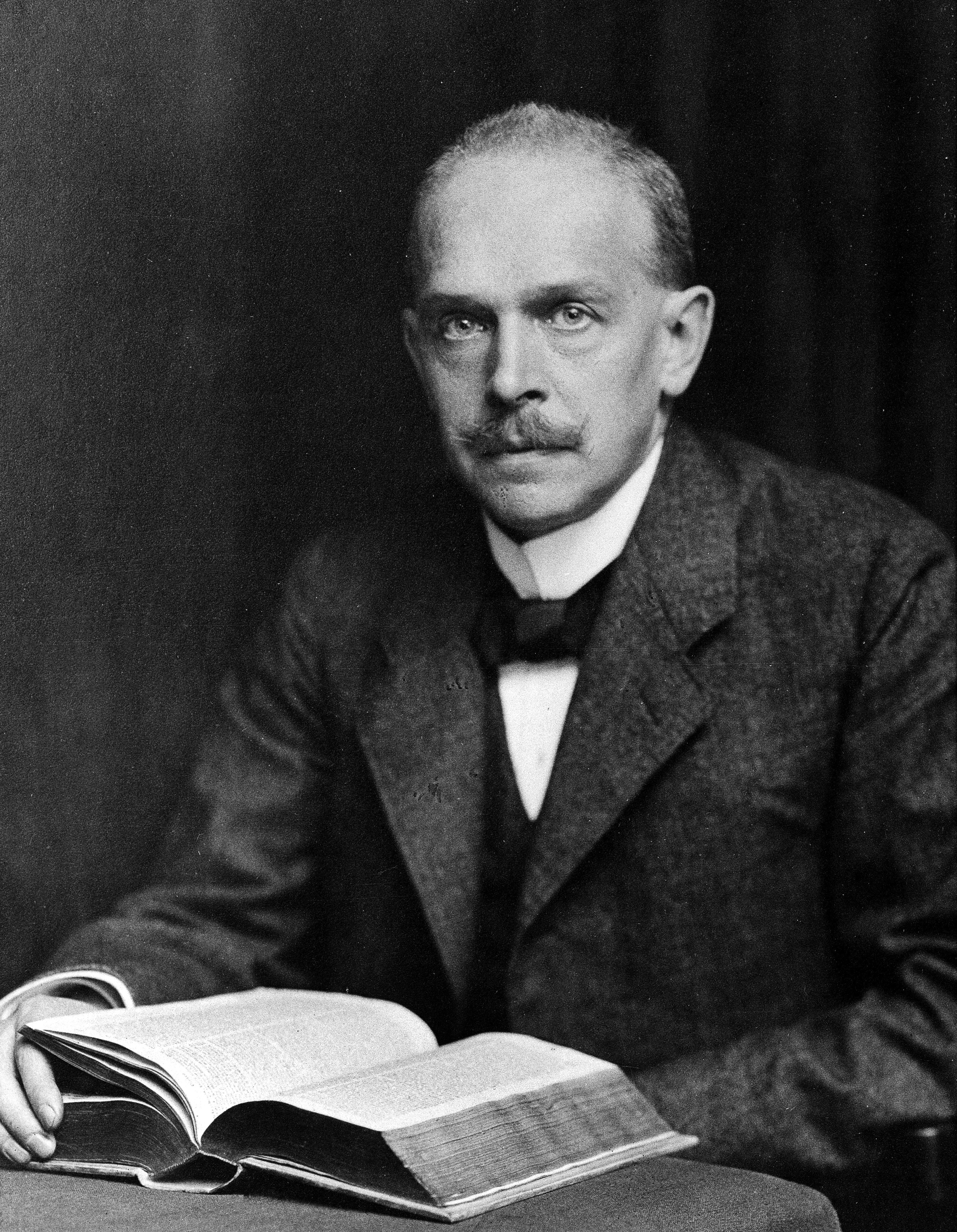
Max Wilms

Karl Maximillian „Max“ Wilhelm Wilms (* 5. November 1867 in Geilenkirchen-Hünshoven; † 14. Mai 1918 in Heidelberg) war ein deutscher Chirurg und Hochschullehrer.

## Leben
Nach dem Willen seines Vaters Peter Mathias Wilms, der Notar und Justizrat war, sollte Max Wilms Rechtswissenschaft studieren; jedoch interessierte er sich mehr für Medizin, sodass er nach einem Semester das Jurastudium abbrach und daraufhin Medizin an den Universitäten München, Marburg, Berlin und Bonn studierte. Er wurde 1890 in Bonn mit einer Arbeit zur Ösophagektomie zum Dr. med.  promoviert. Zunächst forschte er danach im Bereich der Pathologischen Anatomie der  Hessischen Ludwigs-Universität und veröffentlichte eine Aufsehen erregende Schrift über Mischgeschwülste. Wilms entwarf in Gießen ein einfaches Quecksilbermanometer zur Druckmessung im Spinalkanal, den Vorläufer der heutigen Hirndrucksonde. 1899 habilitierte er sich zum Thema „Ileus aus chirurgischer Sicht“. Ab 1899 forschte Wilms in Leipzig und wurde dort 1904 außerordentlicher Professor. 1907 wurde er als Ordinarius nach Basel gerufen. 1910 wurde er Inhaber des Chirurgie-Lehrstuhls am Universitätsklinikum Heidelberg, den er bis 1918 innehatte. Am 14. Mai 1918 starb Wilms an Diphtherie, mit der er sich bei der Behandlung eines französischen Kriegsgefangenen infiziert hatte.

## Arbeitsschwerpunkt
Wilms’ klinisch-wissenschaftlicher Arbeitsschwerpunkt lag in der Röntgendiagnostik sowie der Strahlenbehandlung von Tumoren sowie der Tuberkulose. Für die Behandlung der Tuberkulose führte er die Lungenkompression nach Rippenteilresektion ein. Wilms verfasste mit Ludwig Wullstein das Lehrbuch der Chirurgie, das sieben Auflagen erreichte und in sechs Sprachen übersetzt wurde.

## Schriften (Auswahl)
- Die Mischgeschwülste. Leipzig 1899.
- Temporärer Verschluß des Kolon bei Resektionen oder Ausschaltung des Darmes. In: Deutsche Zeitschrift für Chirurgie. Band 96, 1908, S. 225 ff.
- mit Ludwig Wullstein: Lehrbuch der Chirurgie. Jena 1908–1909.

## Eponyme
- Wilms-Tumor, bösartiger Mischtumor der kindlichen Niere
- Wilms-Kopfhöcker: Zapfen an der Innenwand von Teratomen